# The Dude (album de Quincy Jones)
Pour les articles homonymes, voir Dude.
Albums de Quincy Jones
Stuff...and Sounds Like That!!
(1978) Back on the Block
(1989)
The Dude est un album studio de Quincy Jones sorti en 1981. Pour le réaliser, ce dernier, qui est également producteur, a fait appel à une longue liste de collaborateurs (musiciens, chanteurs).
Trois singles ont été extraits de l'album pour les États-Unis, tous classés dans le Top 40 du Billboard Hot 100. Just Once et One Hundred Ways marquent les débuts du chanteur James Ingram et ont atteint respectivement la 17e et 14e place. Ai No Corrida a quant à lui bénéficié d'une bonne diffusion et atteint la 28e place. L'album contient également Razzamatazz qui a atteint la 11e place du UK Singles Chart au Royaume-Uni, l'un des rares succès de Jones dans ce pays.

## Liste des pistes
| 1.    | Ai No Corrida            | Dune (aka Charles May) | 6:18 |
| 2.    | The Dude                 | James Ingram           | 5:35 |
| 3.    | Just Once                | James Ingram           | 4:32 |
| 4.    | Betcha' Wouldn't Hurt Me | Patti Austin           | 3:33 |
| 5.    | Somethin' Special        | Patti Austin           | 4:03 |
| 6.    | Razzmatazz               | Patti Austin           | 4:20 |
| 7.    | One Hundred Ways         | James Ingram           | 4:19 |
| 8.    | Velas                    | n/a                    | 4:05 |
| 9.    | Turn On the Action       | Patti Austin           | 4:17 |
| 41:02 |                          |                        |      |

## Crédits
- Quincy Jones - Producteur, Arrangements vocaux (1-4, 7), Arrangements rythmiques (1, 3, 4, 8), Voix additionnelles (2)
- Patti Austin - Voix (4-6, 9), Voix additionnelles (1-6, 9), Arrangements vocaux (1)
- Tom Bahler - Voix (1, 5)
- Michael Boddicker – Voix synthetiques (2)
- Robbie Buchanan - Piano (3)
- Mike Butcher - Ingénieur du son (8)
- Lenny Castro - Claquements de doigts (2, 9)
- Ed Cherney - Assistant Ingénieur (tous)
- Casey Cysick - Voix (6, 9)
- Paulinho Da Costa – Percussion (1-6, 8, 9)
- Chuck Findley - Trompette (1, 3, 5-7, 9)
- David Foster - Piano (3)
- Jim Gilstrap - Voix (1, 2, 5)
- Bernie Grundman
- Herbie Hancock – Piano Électrique (1, 5, 6, 9)
- Jerry Hey – Trompette (1-3, 5-7, 9)
- Craig Hundley
- Kim Hutchcroft - Saxophone (1-3, 5-7), Flute (2, 3, 5-7)
- James Ingram – Voix (2, 3, 7)
- Michael Jackson - Voix additionelles (2)
- Louis Johnson – Basse (1, 2, 4, 5, 7, 8, 9)
- Abraham Laboriel - Basse (3, 9)
- Yvonne Lewis - Guitare (6, 9)
- Steve Lukather - Guitare (1, 3-7, 9), Guitare Solo (1, 6)
- Johnny Mandel - Arrangements (3, 7, 8)
- Charles "Dune" May - Voix (1)
- Greg Phillinganes – Piano (2-4, 7-9), Applaudissements (1, 4)
- Bill Reichenbach Jr. – Trombone (1, 3, 5-7, 9)

NB : mentions issues des notes figurant dans le livret de l'album. Les chiffres entre parenthèses indiquent le numéro des pistes de l'album.

## Classements
| Classements hebdomadaires (États-Unis) | Position |
| -------------------------------------- | -------- |
| Billboard 200                          | 9        |
| R&B                                    | 1        |
| Jazz                                   | 1        |

| Classement annuel (1982, États-Unis) | Position , |
| ------------------------------------ | ---------- |
| Billboard 200                        | 25         |
| R&B                                  | 9          |
| Jazz                                 | 6          |

## Récompenses
- The Dude a été nommé pour douze Grammy Awards (dont celui de l'album de l'année) et en a remporté trois lors de la 24e cérémonie des Grammy Awards (1982) : Meilleur arrangement instrumental ; Meilleure performance R&B par un duo ou un groupe ; Meilleur arrangement instrumental (voix additionnelles)[4].
- The Dude a également permis à James Ingram d'avoir trois nominations lors de ces mêmes Grammy Awards : Meilleur nouvel artiste ; Meilleure performance vocale pop masculine (pour Just Once) ; Meilleure performance vocale R&B masculine (pour One Hundred Ways) qu'il remporta.

## Divers
- Ai No Corrida est une reprise d'une chanson interprétée par Chaz Jankel qui figure sur son premier album, Chaz Jankel (1980), écrite par Chaz Jankel et Kenny Young.
- Le titre The Dude comprend la participation de Michael Jackson dans les voix additionnelles.
- Just Once est présent dans le film The Last American Virgin (1982).
- One Hundred Ways a été échantillonné par MF Doom pour le morceau Rhymes Like Dimes issu de l'album Operation: Doomsday (1999).
- Velas a été échantillonné par Jodeci sur leur single Get On Up (1996), ainsi que pour le morceau Waking Up qui est apparu sur le premier album de Nicolette Now Is Early (1992). Le morceau a également été diffusé comme musique de fond sur la chaîne de télévision américaine The Weather Channel.